# Фонте Гариле (Кампобасо)
Фонте Гариле је насеље у Италији у округу Кампобасо, региону Молизе.
Према процени из 2011. у насељу је живело 36 становника. Насеље се налази на надморској висини од 632 м.